# Marta Bijan
Marta Bijan (ur. 6 kwietnia 1996 w Sosnowcu) – polska wokalistka, kompozytorka, pisarka, poetka i reżyserka.
W 2014 zajęła drugie miejsce w finale czwartej edycji programu X Factor. Rok później wydała debiutancki singel „Poza mną”. We wrześniu 2016 otrzymała certyfikat złotej płyty za sprzedaż singla „Mówiłeś” w nakładzie przekraczającym 10 tys. egzemplarzy w Polsce. 21 września 2018 nakładem Sony Music Entertainment Poland wydała debiutancki album studyjny pt. Melancholia, który dotarł do 29. miejsca na oficjalnej liście sprzedaży w Polsce. 28 maja 2021 ukazał się drugi album Sztuka płakania.

## Życiorys
Jest jedynaczką. Wychowywała się w Czeladzi.
Jako czterolatka występowała w konkursach wokalnych, śpiewała także w szkolnym zespole Mini-Babki. W dzieciństwie pobierała także lekcje gry na pianinie. Jej talent wokalny dostrzegła między innymi nauczycielka muzyki ze szkoły podstawowej, będąca pod wrażeniem wykonania utworu „Jak rozmawiać trzeba z psem” z Akademii pana Kleksa. Uczęszczała do liceum w Sosnowcu.
Ukończyła kierunek Film i Multimedia w Warszawskiej Szkole Filmowej, zdobywając w 2019 wyższe wykształcenie. Prócz tworzenia tekstów piosenek, pisze też wiersze oraz scenariusze.

## Kariera muzyczna
Pierwsze solowe koncerty odbyła w 2013, występując na Gali Sportów Walki w Stepnicy oraz w galerii handlowej Załęże w Katowicach. W 2014 zgłosiła się do programu X Factor i pomyślnie przeszła przez część castingową, dołączyła wówczas do drużyny Ewy Farnej i ostatecznie dotarła do finału programu, w którym zajęła drugie miejsce, przegrywając jedynie z Artemem Furmanem. 1 czerwca w towarzystwie Stanisława Sojki, Anny Tacikowskiej oraz Artema Furmana wystąpiła na gali Ludzie wolności, gdzie wspólnie wykonali utwór Soyki „Tolerancja”. Dwa tygodnie później wystąpiła z autorskimi utworami „Poza mną” podczas Staszic Music Festival w Sosnowcu. W lipcu, w ramach organizowanego przez stację TVN cyklu Projekt plaża, odbyła koncerty w Kołobrzegu, Mielnie i Augustowie. W sierpniu wystąpiła na dorocznym festiwalu ESKAlator w Sosnowcu. Również w 2014 wystąpiła m.in. na Pepsi Arena w Warszawie podczas meczu piłkarskiego gwiazd telewizji TVP oraz TVN.
23 stycznia 2015 wystąpiła w klubie Liverpool we Wrocławiu podczas finałowego koncertu warsztatów wokalnych TNG, gdzie wykonała utwór „In Case” Demi Lovato. 24 lutego oficjalnie wydała pierwszy singel, „Poza mną”. Za produkcję debiutanckiego teledysku do piosenki odpowiadała Grupa 13. 14 marca wystąpiła w Dąbrowie Górniczej w przerwie meczu koszykarskiego MKS Dąbrowa Górnicza kontra Polpharma Starogard Gdański. 30 maja spotkała się z fanami przed Young Stars Festival w Poznaniu. 27 czerwca zagrała plenerowy koncert w Czeladzi, na którym wystąpiła po raz pierwszy ze swoim własnym zespołem. W pierwszej połowie lipca wzięła udział w jednym z dorocznych obozów młodzieżowych w Hiszpanii, gdzie zasiadła w jury oceniającym umiejętności wokalne zebranych uczestników, a następnie wystąpiła na scenie. 29 sierpnia wystąpiła z zespołem na Festiwalu Ludzi Aktywnych w Dąbrowie Górniczej, a 17 października wzięła udział w Festiwalu Smaku w Myśliborzu. 1 czerwca 2016 wydała drugi singel, „Mówiłeś”, do którego teledysk wyreżyserowali Zofia Zija i Jacek Pióro. Singel wykorzystano w serialu W rytmie serca. 28 września odebrała od Związku Producentów Audio-Video certyfikat złotej płyty za sprzedaż ponad 10 tys. egzemplarzy singla „Mówiłeś”. 28 listopada opublikowała trzeci singel, „Śpiąca królewna”, do którego samodzielnie wyreżyserowała teledysk. W 2017 wystąpiła m.in. na koncercie z okazji dnia dziecka w Tczewie.
14 stycznia 2018 zaśpiewała podczas 26. finału Wielkiej Orkiestry Świątecznej Pomocy w Staszowie. 19 kwietnia wystąpiła podczas festiwalu Enea Spring Break w Poznaniu, gdzie po raz pierwszy publicznie zaprezentowała utwór „Pod gołym piekłem”. 28 kwietnia wystąpiła w Rykach, gdzie prócz koncertu dokonała otwarcia wystawy swoich fotografii zatytułowanej Stowarzyszenie umarłych portretów. 9 maja opublikowała czwarty singel, „Lot na Marsa”, do którego teledysk wyreżyserował Pascal Pawliszewski. 10 września wydała piąty singel, „Nasze miejsce”. 21 września nakładem Sony Music Entertainment Poland ukazał się jej debiutancki album studyjny pt. Melancholia, który dotarł do 29. miejsca na oficjalnej liście sprzedaży w Polsce. 22 listopada wystąpiła wraz z Natalią Przybysz i duetem Blauka na kameralnym koncercie Sofar Sounds, na którym zaprezentowała utwory „Chciałam”, „Mówiłeś”, „Nie potrafię” oraz „Szklany klosz”.
16 stycznia 2019 nagrała cover utworu „Nie pytaj o Polskę” Obywatela GC na potrzeby wsparcia Jerzego Owsiaka i Wielkiej Orkiestry Świątecznej Pomocy tuż po zamachu na Pawła Adamowicza w Gdańsku. 22 lutego, z uwagi na popularność filmu Narodziny gwiazdy, opublikowała zaśpiewany wspólnie z Kacprem Gołdą cover utworu „Shallow”, który umieściła na swoim kanale w portalu YouTube. Pięć dni później wystąpiła w Atlas Arenie w Łodzi podczas koncertu Artyści przeciw nienawiści. 21 września 2020 wydała singel „Lato smakuje”. W 2021 roku ukazał się drugi album studyjny, pt. Sztuka płakania. 
W 2024 podpisała kontrakt z nową wytwórnią muzyczną Warner Music Poland, w wyniku czego w marcu wydała singel „Nie ma Cię tu”. W sierpniu tego samego roku z piosenką „Parę chwil” wzięła udział w konkursie o Bursztynowego Słowika na Top of the Top Sopot Festival, a w listopadzie opublikowała singel „Nie czekam”.
Jesienią 2025 będzie brała udział w 22. edycji programu Twoja twarz brzmi znajomo.

## Dyskografia
Albumy studyjne
| Rok                                                     | Dane dot. albumu                                                                                             | Najwyższa pozycja na liście |
| Rok                                                     | Dane dot. albumu                                                                                             | POL                         |
| ------------------------------------------------------- | --- | --------------------------- |
| 2018                                                    | Melancholia - Wydany: 21 września 2018 - Wytwórnia: Sony Music - Format: CD, digital download, streaming     | 29                          |
| 2021                                                    | Sztuka płakania - Wydany: 28 maja 2021 - Wytwórnia: wydanie własne - Format: CD, digital download, streaming | –                           |
| „–” oznacza, że album nie był notowany na danej liście. | |                             |

Single
| Rok                                                      | Tytuł              | Najwyższa pozycja na liście | Certyfikat         | Sprzedaż       | Album           |
| Rok                                                      | Tytuł              | POL (airplay)               | Certyfikat         | Sprzedaż       | Album           |
| -------------------------------------------------------- | ------------------ | --------------------------- | ------------------ | -------------- | --------------- |
| 2015                                                     | „Poza mną”         | –                           |                    |                | Melancholia     |
| 2016                                                     | „Mówiłeś”          | –                           | - POL: złota płyta | - POL: 10 000+ | Melancholia     |
| 2016                                                     | „Śpiąca królewna”  | –                           |                    |                | Melancholia     |
| 2018                                                     | „Lot na Marsa”     | –                           |                    |                | Melancholia     |
| 2018                                                     | „Nasze miejsce”    | –                           |                    |                | Melancholia     |
| 2020                                                     | „Lato smakuje”     | –                           |                    |                | Sztuka płakania |
| 2020                                                     | „Szczelina”        | –                           |                    |                | Sztuka płakania |
| 2021                                                     | „Disneyend”        | –                           |                    |                | Sztuka płakania |
| 2021                                                     | „Piosenka o końcu” | –                           |                    |                | Sztuka płakania |
| 2023                                                     | „Cud” (oraz EMO)   | 8                           |                    |                | –               |
| 2024                                                     | „Nie ma Cię tu”    | 14                          |                    |                | –               |
| 2024                                                     | „Parę chwil”       | 7                           |                    |                | –               |
| 2024                                                     | „Nie czekam”       | –                           |                    |                | –               |
| „–” oznacza, że singel nie był notowany na danej liście. |                    |                             |                    |                |                 |

## Teledyski
| Rok  | Tytuł              | Reżyseria               |
| ---- | ------------------ | ----------------------- |
| 2015 | „Poza mną”         | Grupa 13                |
| 2016 | „Mówiłeś”          | Zofia Zija, Jacek Pióro |
| 2016 | „Śpiąca królewna”  | Marta Bijan             |
| 2018 | „Lot na Marsa”     | Pascal Pawliszewski     |
| 2018 | „Nasze miejsce”    | Tomasz Wilczyński       |
| 2020 | „Lato smakuje”     | Tomasz Janus            |
| 2020 | „Szczelina”        | Mac Adamczak            |
| 2021 | „Disneyend”        | Marta Bijan             |
| 2021 | „Piosenka o końcu” | Marta Bijan             |

## Inna działalność
Prócz działalności muzycznej oddaje się pasji filmowej i literackiej. Posiada własne, niezależne wydawnictwo Eufobia. W 2019 wyreżyserowała pierwszy film krótkometrażowy Luna, który zdobył nominację na SPLAT FILM FEST International Fantastic Film Festival i za który odebrała nagrodę dla najlepszego młodego reżysera na festiwalu SHORT to the Point International Short Film Festival. Również w 2019 wydała tomik poezji pt. „Kwiat wielu nocy”. W 2020 zadebiutowała fabularną powieścią „Melodia mgieł dziennych” nakładem Wydawnictwa MOVA, w 2021 roku ukazał się zbiór opowiadań grozy „Domy i inne duchy”. W 2023 roku ukazały się powieści „Muchomory w cukrze” i „Nocne godziny”, a w 2024 "Wakacje pod morzem". Wydała również tomik poezji „Marcepan”.